# 李世藩
李世藩（?—?），又作李世璠，明朝末年清朝初年云南蒙自（今云南省蒙自）人。
康熙四年（1665年）三月，迤东土酋宁州禄昌贤、新兴王耀祖、嶍峨禄益、王杨祖、王弄山王朔、蒙自李日新、李世璠、李世屏、八寨李成林纠合纳楼普率、教化张长寿、枯木龙元庆、倘甸叶向阳、叶正昌、石屏龙韬、龙飞扬、元江那烈、路南秦祖根、陆凉资洪、弥勒昂祖、维摩沈兆麟及王承祖、王义、王先任、王先伦等，因吴三桂征贵州水西未返，乘机想要从澄江、广西诸路袭击云南。李世璠攻打蒙自，抓住了知县潘训，禄益、王扬祖攻陷嶍峨，和举人董奇馨、杨缃暗中相通，抓住了知县孙衍庆。七月，再剿迤东叛酋。易门、宁州、嶍峨被清朝攻克，李世藩、李日森仍据蒙自，禄昌贤、禄益依附他们。七月十七日，高得捷等进师蒙自，击败李世藩、叶正昌，攻克蒙自县城，得知县潘训。九月十二日，高拱震追剿蒙自，李世藩、叶向阳、叶正昌逃到大江沼。吴国贵由大江沼追至勒古簿，擒李世藩，斩叶正昌。